# Red Dress Boutique
Red Dress Boutique es una tienda de ropa Archivado el 7 de junio de 2019 en Wayback Machine. para mujeres ubicada en Athens, Georgia, que también vende al menudeo en línea. Apareció en la temporada 6 de Shark Tank, donde recibió una inversión de $ 1.2 millones.

## Historia
La Red Dress Boutique fue fundada por Diana Harbor en 2005. Durante sus años universitarios en la State University Universidad Estatal de Columbus, creció y le encantaron las pequeñas boutiques de moda mientras trabajaba en tres pequeñas tiendas. de ropa. Abrió su primera boutique en el centro de Athens, Georgia, debido a la próspera escena comercial local de la zona y la falta de cadenas de tiendas. Una segunda ubicación de Red Dress Boutique siguió pero luego se cerró junto con el negocio  de eBay de la compañía. Se lanzó un sitio de comercio electrónico en 2012.  En 2014, la compañía realizó $ 15 millones en ventas en línea.
La compañía apareció en la temporada 6 de Shark Tank, donde Mark Cuban y Robert Herjavec dividieron una inversión de $ 1.2 millones a cambio de un 20% de capital en la compañía. El 17 de enero de 2019. Diana Harbour le compró su capital a Mark Cuban. La noticia se hizo pública en su cuenta de Instagram. No se reveló cuál era el monto de la compra para la recompra.